# 寰亞電影發行
寰亞電影發行有限公司（英語：Media Asia Film Distribution Company Limited）是一家总部位于香港，于1993年10月5日成立的电影发行公司，属于寰亞傳媒集團。主要从事寰亞電影有限公司出品的电影，以及代理其他电影制作公司的电影在香港的发行工作。

## 历年发行电影

### 港产片[1]
1997年
- 迴轉壽屍
- 豪情蓋天
- 最後判決

1998年
- 野獸刑警

1999年
- 特警新人類
- 紫雨風暴

2000年
- 公元2000
- 特警新人類2

2001年
- 蘋果咬一口
- 愛君如夢
- 北京樂與路

2002年
- 豐胸秘Cup
- 小裁縫
- 無間道
- 幽靈人間II鬼味人間
- 赤裸特工
- 這個夏天有異性

2003年
- 無間道II
- 無間道III

2004年
- 飛鷹
- 大事件
- 花好月圓
- 魔幻廚房

2005年
- 頭文字D
- 韓城攻略
- 童夢奇緣
- 詛咒

2006年
- 傷城
- 放·逐
- 伊莎貝拉
- 天生一對

2007年
- 投名状

2008年
- 大搜查之女

2009年
- 神鎗手

2010年
- 志明與春嬌
- 李小龍
- 為你鍾情

2011年
- 單身男女
- 車手

2012年
- 春娇与志明

2013年
- 盲探

2014年
- 分手100次
- 單身男女2

2015年
- 衝上雲霄
- 赤道
- 哪一天我們會飛

2016年
- 樹大招風
- 三人行
- 使徒行者

2022年
- 失衡凶間

2023年
- 失衡凶間之罪與殺
- 失衡凶間之惡念之最

2024年
- 九龍城寨之圍城
- 得寵先生

待上映
- 臭豆腐

### 非港产片
- 天下无贼（2004）
- 南京！南京！（2009）
- 死囧樣(2012)
- 雲圖 (2013)
- 天機：富春山居圖 (2013)
- 5月天諾亞方舟(2013)
- 德州電鋸殺人狂3D(2013)
- 美國女孩(2021)

## 相关公司
- 寰亞綜藝集團
- 寰亞電影有限公司
- 寰亞電影發行（北京）有限公司